# Landkreis Birkenfeld
Landkreis Birkenfeld is een Landkreis in de Duitse deelstaat Rijnland-Palts. De Landkreis telt 80.830 inwoners (31 december 2020) op een oppervlakte van 776,58 km². Kreisstadt is de gelijknamige stad.

## Geschiedenis
Het Congres van Wenen kende aan het groothertogdom Oldenburg een klein gebied in het Rijnland toe. Dit gebied kreeg de titel vorstendom Birkenfeld. Het bleef tot 1937 deel van Oldenburg.

## Steden en gemeenten
De volgende steden en gemeenten liggen in de Landkreis: (inwoners op 31-12-2006):

Verbandsvrije gemeente/stad
1. Idar-Oberstein, Stad (31.791)

Verbandsgemeinden met deelnemende gemeenten
| ( * = Bestuurscentrum van de Verbandsgemeinde) | |
| - 1. Verbandsgemeinde Baumholder 1. Baumholder, Stad * (4.156) 2. Berglangenbach (478) 3. Berschweiler bei Baumholder (576) 4. Eckersweiler (159) 5. Fohren-Linden (368) 6. Frauenberg (417) 7. Hahnweiler (241) 8. Heimbach (1.222) 9. Leitzweiler (106) 10. Mettweiler (309) 11. Reichenbach (673) 12. Rohrbach (226) 13. Rückweiler (434) 14. Ruschberg (875) - 2. Verbandsgemeinde Birkenfeld 1. Abentheuer (465) 2. Achtelsbach (468) 3. Birkenfeld, Stad * (6.814) 4. Börfink (188) 5. Brücken (1.270) 6. Buhlenberg (514) 7. Dambach (157) 8. Dienstweiler (302) 9. Elchweiler (97) 10. Ellenberg (91) 11. Ellweiler (305) 12. Gimbweiler (441) 13. Gollenberg (145) 14. Hattgenstein (257) 15. Hoppstädten-Weiersbach (2.833) 16. Kronweiler (338) 17. Leisel (595) 18. Meckenbach (110) 19. Niederbrombach (494) 20. Niederhambach (305) 21. Nohen (381) 22. Oberbrombach (494) 23. Oberhambach (269) 24. Rimsberg (120) 25. Rinzenberg (311) 26. Rötsweiler-Nockenthal (500) 27. Schmißberg (233) 28. Schwollen (480) 29. Siesbach (407) 30. Sonnenberg-Winnenberg (514) 31. Wilzenberg-Hußweiler (314) | - 3. Verbandsgemeinde Herrstein 1. Allenbach (702) 2. Bergen (470) 3. Berschweiler bei Kirn (290) 4. Breitenthal (326) 5. Bruchweiler (537) 6. Dickesbach (450) 7. Fischbach (930) 8. Gerach (258) 9. Griebelschied (210) 10. Herborn (489) 11. Herrstein * (831) 12. Hettenrodt (714) 13. Hintertiefenbach (420) 14. Kempfeld (842) 15. Kirschweiler (1.126) 16. Langweiler (268) 17. Mackenrodt (456) 18. Mittelreidenbach (789) 19. Mörschied (891) 20. Niederhosenbach (339) 21. Niederwörresbach (995) 22. Oberhosenbach (157) 23. Oberreidenbach (605) 24. Oberwörresbach (158) 25. Schmidthachenbach (405) 26. Sensweiler (531) 27. Sien (584) 28. Sienhachenbach (227) 29. Sonnschied (131) 30. Veitsrodt (689) 31. Vollmersbach (549) 32. Weiden (80) 33. Wickenrodt (188) 34. Wirschweiler (357) - 4. Verbandsgemeinde Rhaunen 1. Asbach (163) 2. Bollenbach (160) 3. Bundenbach (1.003) 4. Gösenroth (268) 5. Hausen (195) 6. Hellertshausen (211) 7. Horbruch (350) 8. Hottenbach (655) 9. Krummenau (153) 10. Oberkirn (356) 11. Rhaunen * (2.257) 12. Schauren (545) 13. Schwerbach (60) 14. Stipshausen (981) 15. Sulzbach (333) 16. Weitersbach (80) |

Abentheuer · 
Achtelsbach · 
Allenbach · 
Asbach · 
Baumholder · 
Bergen · 
Berglangenbach · 
Berschweiler bei Baumholder · 
Berschweiler bei Kirn · 
Birkenfeld · 
Bollenbach · 
Börfink · 
Breitenthal · 
Bruchweiler · 
Brücken · 
Buhlenberg · 
Bundenbach · 
Dambach · 
Dickesbach · 
Dienstweiler · 
Eckersweiler · 
Elchweiler · 
Ellenberg · 
Ellweiler · 
Fischbach · 
Fohren-Linden · 
Frauenberg · 
Gerach · 
Gimbweiler · 
Gollenberg · 
Gösenroth · 
Griebelschied · 
Hahnweiler · 
Hattgenstein · 
Hausen · 
Heimbach · 
Hellertshausen · 
Herborn · 
Herrstein · 
Hettenrodt · 
Hintertiefenbach · 
Hoppstädten-Weiersbach · 
Horbruch · 
Hottenbach · 
Idar-Oberstein · 
Kempfeld · 
Kirschweiler · 
Kronweiler · 
Krummenau · 
Langweiler · 
Leisel · 
Leitzweiler · 
Mackenrodt · 
Meckenbach · 
Mettweiler · 
Mittelreidenbach · 
Mörschied · 
Niederbrombach · 
Niederhambach · 
Niederhosenbach · 
Niederwörresbach · 
Nohen · 
Oberbrombach · 
Oberhambach · 
Oberhosenbach · 
Oberkirn · 
Oberreidenbach · 
Oberwörresbach · 
Reichenbach · 
Rhaunen · 
Rimsberg · 
Rinzenberg · 
Rohrbach · 
Rötsweiler-Nockenthal · 
Rückweiler · 
Ruschberg · 
Schauren · 
Schmidthachenbach · 
Schmißberg · 
Schwerbach · 
Schwollen · 
Sensweiler · 
Sien · 
Sienhachenbach · 
Siesbach · 
Sonnenberg-Winnenberg · 
Sonnschied · 
Stipshausen · 
Sulzbach · 
Veitsrodt · 
Vollmersbach · 
Weiden · 
Weitersbach · 
Wickenrodt · 
Wilzenberg-Hußweiler · 
Wirschweiler